# Гуртовий Тимофій Іванович
Тимофій Іванович Гуртовий (рум. Timofei Gurtovoi; 23 лютого 1919, Григоріополь, Молдова — 10 березня 1981, Кишинів, Молдова) — молдавський радянський диригент, тромбоніст, педагог. Народний артист СРСР (1967).

## Біографія
Народився 23 лютого 1919 року в Григоріополі.
Навчався в Одесі, в музичному училищі (нині Одеське училище мистецтв і культури ім. К. Ф. Данькевича) і консерваторії (нині Одеська національна музична академія імені А. В. Нежданової) (1935–1940) по класу тромбона у А. О. Лівшиця, по класу диригування — у В. П. Базилевич.
З 1941 по 1945 рік — учасник Великої Вітчизняної війни.
1947 року закінчив Кишинівську консерваторію (нині Академія музики, театру і образотворчих мистецтв) по класу тромбона у С. Г. Турілкіна, в 1949 — по класу диригування у Бориса Мілютіна.
У 1946 — 1950 роках — тромбоніст, в 1950–1951 — диригент симфонічного оркестру Молдавської державної філармонії (Кишинів). З 1951 року — художній керівник філармонії. З 1953 по 1979 — головний диригент і художній керівник симфонічного оркестру Молдавської філармонії.
Під його керівництвом вперше прозвучали в Кишиневі багато фундаментальні творіння світової класики, а також твори радянських авторів — Дмитра Шостаковича, Тихона Хрєннікова, Арама Хачатуряна, Георгія Свиридова, Андрія Ешпая, Костянтина Данькевича, Едварда Мірзояна, Отара Тактакішвілі та інших. Симфонічний оркестр виконав безліч творів радянської класики, твори молдовських композиторів Василя Загорського, Едуарда Лазарєва, Соломона Лобеля, Валерiя Полякова, Макса Фiшмана, Павла Рівіліса та ін.
Виступав з найвідомішими музикантами-виконавцями, такими як Генріх Нейгауз, Еміль Гілельс, Яків Флієр, Леонід Коган, Сергій Лемешев, Мстислав Ростропович і багатьма іншими.
Здійснив першу постановку опери «Серце Домніки» О. Стирчі в Молдавському театрі опери і балету (1960).
Гастролював у ряді міст СРСР, а також в Румунії.
З 1949 року викладав в Кишинівській консерваторії (пізніше — Державний інститут мистецтв ім. Г. Музическу, нині — Академія музики, театру і образотворчих мистецтв), з 1958 року — доцент, з 1977 — професор кафедри оперної підготовки.
Депутат Верховної Ради СРСР 6-го скликання.
Тимофій Іванович Гуртовий помер 10 березня 1981 року в Кишиневі. Похований на Центральному (Вірменському) кладовищі.

## Нагороди та звання
- Заслужений артист Молдавської РСР (1953)[3]
- Народний артист СРСР (1967)
- Державна премія Молдавської РСР (1972) — за концертні програми симфонічної музики, виконані в 1969—1971 рр.
- орден Леніна
- Орден «Знак Пошани»
- Орден Вітчизняної війни II ступеня[4]
- Медалі (в тому числі — бойові).

## Пам'ять
- У Кишиневі, на будинку по вулиці О. Пушкіна, 35, де жив Тимофій Гуртовий, встановлено меморіальну дошку на його честь.